# Rally Albena – Zlatni Piassatzi – Sliven 1986
Rajd Bułgarii 1986 (17. Rally Albena – Zlatni Piassatzi – Sliven) – 17. edycja rajdu samochodowego Rajd Bułgarii rozgrywanego w Bułgarii. Rozgrywany był od 10 do 11 maja 1986 roku. Była to czternasta runda Rajdowych Mistrzostw Europy w roku 1986 (rajd miał najwyższy współczynnik – 4) oraz trzecia runda Rajdowego Pucharu Pokoju i Przyjaźni w roku 1986.

## Klasyfikacje rajdu
| Miejsce                      | Kierowca                     | Pilot                        | Samochód                     | Czas                         | Strata                       |                              |
| Klasyfikacja generalna i ERC | Klasyfikacja generalna i ERC | Klasyfikacja generalna i ERC | Klasyfikacja generalna i ERC | Klasyfikacja generalna i ERC | Klasyfikacja generalna i ERC | Klasyfikacja generalna i ERC |
| ---------------------------- | ---------------------------- | ---------------------------- | ---------------------------- | ---------------------------- | ---------------------------- | ---------------------------- |
| 1.                           | Beny Fernández               | José López                   | Opel Manta 400               | 4:51:40                      | 0.0                          |                              |
| 2.                           | Attila Ferjáncz              | János Tandari                | Audi Quattro A2              | 4:55:29                      | +3:49                        |                              |
| 3.                           | Branislav Küzmič             | Rudi Šali                    | Renault 5 Turbo              | 5:11:27                      | +19:47                       |                              |
| 4.                           | Marian Bublewicz             | Janusz Wojtyna               | FSO Polonez 2000             | 5:21:04                      | +29:24                       |                              |
| 5.                           | Andrzej Koper                | Krzysztof Gęborys            | Renault 11 Turbo             | 5:23:35                      | +31:55                       |                              |
| 6.                           | Slavcho Hristov              | Stoyan Radev                 | Lada VAZ 2105 VFTS           | 5:26:19                      | +34:39                       |                              |
| 7.                           | Vallo Soots                  | Toomas Putmaker              | Lada VAZ 2105 VFTS           | 5:30:24                      | +38:44                       |                              |
| 8.                           | Stoyan Kolev                 | Boyko Ignatov                | Renault 11 Turbo             | 5:31:57                      | +40:17                       |                              |
| 9.                           | Jan Trajbold st.             | Vladimír Zelinka             | Škoda 130 LR                 | 5:36:33                      | +44:53                       |                              |
| 10.                          | Pavel Jekov                  | Stefan Cholakov              | Lada VAZ 2105 VFTS           | 5:36:41                      | +45:01                       |                              |
| Klasyfikacja CoPaF           |                              |                              |                              |                              |                              |                              |
| 1.                           | Marian Bublewicz             | Janusz Wojtyna               | FSO Polonez 2000             | 5:21:04                      | -                            |                              |
| 2.                           | Slavcho Hristov              | Stoyan Radev                 | Lada VAZ 2105 VFTS           | 5:26:19                      | +5:15                        |                              |
| 3.                           | Vallo Soots                  | Toomas Putmaker              | Lada VAZ 2105 VFTS           | 5:30:24                      | +9:20                        |                              |
| 4.                           | Jan Trajbold st.             | Vladimír Zelinka             | Škoda 130 LR                 | 5:36:33                      | +15:29                       |                              |
| 5.                           | Pavel Jekov                  | Stefan Cholakov              | Lada VAZ 2105 VFTS           | 5:36:41                      | +15:37                       |                              |

| Miejsce                      | Państwo                      | Czas                         |
| Klasyfikacja drużynowa CoPaF | Klasyfikacja drużynowa CoPaF | Klasyfikacja drużynowa CoPaF |
| ---------------------------- | ---------------------------- | ---------------------------- |
| 1.                           | Czechosłowacja               | 17:06:54                     |
| 2.                           | NRD                          | 18:02:42                     |